# Приключения барона Мюнхгаузена (фильм)
«Приключения барона Мюнхгаузена» (англ. The Adventures of Baron Munchausen) — приключенческий фильм режиссёра Терри Гиллиама, снятый в 1988 году по мотивам повествований барона И. К. Ф. Мюнхгаузена, изложенных в книгах Эриха Распе и Готфрида Августа Бюргера.
В 1990 году фильм получил четыре номинации на премию Оскар: за художественное оформление, костюмы, грим и визуальные эффекты.

## Сюжет
Эпоха Просвещения: Безымянный европейский город у моря осаждают турки. Битва кажется безнадежной, но бургомистр, который непрестанно говорит о логике и естественном свете разума, отказывается сдаться. Чтобы отвлечь людей, группа бродячих актеров разыгрывает в разрушенном театре пьесу «Приключения барона Мюнхгаузена». Истории Мюнхгаузена при этом напоминают нелепицу, пока внезапно в театр не врывается старик, возмущённо требующий прекратить спектакль. Этот незнакомец утверждает, что он и есть настоящий барон Мюнхгаузен, и что его приключения, как их показали в пьесе, никогда не происходили. Более того, только он может остановить конфликт с турками, так как именно он является его причиной. Затем барон начинает рассказывать о прошлом, и все присутствующие погружаются в его историю.

## В ролях
- Джон Невилл — Барон Мюнхгаузен
- Эрик Айдл — Десмонд / Бертольд
- Чарльз МакКеоун — Руперт / Адольфус
- Уинстон Деннис — Билл / Альбрехт
- Джек Пёрвис — Джереми / Густавус
- Билл Патерсон — Генри Солт
- Сара Полли — Салли Солт
- Питер Джеффри — Султан
- Оливер Рид — Вулкан
- Ума Турман — Венера / Роза
- Робин Уильямс — Король Луны
- Валентина Кортезе — Королева Луны / Вайолет
- Элисон Стедман — Дэйзи
- Джонатан Прайс — Горацио Джексон
- Дон Хендерсон — Командующий
- Стинг — Героический офицер
- Хозе Лифанте — Смерть

## Факты
- Робин Уильямс указан в титрах как Ray D. Tutto. Это английская транслитерация итальянской фразы Re di Tutto, которая означает «Король Всего на свете» — так Король Луны представляется барону Мюнхаузену при встрече. Менеджмент Уильямса запретил использовать его имя в титрах, опасаясь, что фильм будет продвигаться в первую очередь за счёт участия в нём Уильямса.[2]